# Dostonbek Tursunov
Dostonbek Tursunov (* 13. června 1995 Oltiariq) je uzbecký fotbalista.

## Klubová kariéra
S kariérou začal v FC Neftchi Fergana v roce 2015. Mimo Uzbekistán působil na klubové úrovni v Japonsku a Jižní Koreji.

## Reprezentační kariéra
Tursunov odehrál za uzbecký národní tým v letech 2018–2019 celkem 5 reprezentačních utkání. S uzebckou reprezentací se zúčastnil Mistrovství Asie ve fotbale 2019.

## Statistiky
| Uzbekistán | Uzbekistán | Uzbekistán |
| Roky       | Záp.       | Góly       |
| ---------- | ---------- | ---------- |
| 2018       | 3          | 0          |
| 2019       | 2          | 1          |
| Celkem     | 5          | 1          |